# Miklavž pri Ormožu
Miklavž pri Ormožu je naselje v Občini Ormož.